# Republikanisme
Republikanisme (lat. res publica, "folkets sag") er den politiske holdning at et statsoverhoved bør repræsentere folket. Et sådant overhoved kaldes ofte en præsident. En sådan stat kaldes en republik og er modsætningen til et monarki, hvor overhovedet oftest kvalificerer sig ved sin familiemæssige nedstamning – og af en del ses som kun at repræsentere sig selv og/eller familien.
I dag sætter man ofte lighedstegn mellem republikanisme og det at have en demokratisk valgt person til hvervet, men før i tiden har man også leget med tanken om, at en ikke-valgt person kunne repræsentere folket alene i kraft af at have sin baggrund i folket (dvs. at være født som borger). Det centrale element i republikanismen har dog til alle tider været, at det republikanske overhoved i modsætning til det monarkiske ikke selv er hævet over den lov, som folket er underlagt. På den måde har man tænkt sig at den republikanske præsident derigennem ville repræsentere folkets egen vilje til at lægge bånd på sig selv igennem love. Præsidentens beføjelser i fredstid og krigstid er ofte tænkt fastlagt i en grundlov, som står over loven og som kræver folkets direkte samtykke.

## Danmark
I forbindelse med en folkeafstemning om tronfølgeloven i 2009 rejstes en debat om monarkiets placering i et moderne demokrati. Afledt heraf dannedes en ny organisation, Republik nu (indtil 2016 kendt som Den Republikanske Grundlovsbevægelse), som har som sit erklærede mål "at virke for, at Danmark gennem en fredelig og demokratisk proces bliver omdannet til en republik".
Af de nuværende danske politiske partier er det kun Enhedslisten og SF, der er republikanske. Undertiden høres republikanske synspunkter dog også fremført af liberalister, og der findes tillige ikke-partipolitiske fortalere for republikken.
Indirekte har danske idrætsorganisationers arbejde for at skaffe kronprins Frederik en plads i Den internationale olympiske komité næret debatten om monarkiets rolle i en moderne politisk virkelighed.[kilde mangler]
I 2017 blev ungdomsforeningen Ung Republik stiftet. Ung Republik har til formål at afskaffe monarkiet, og at engagere unge i dette arbejde. Foreningen blev stiftet på initiativ af Claes Theilgaard, der tidligere har skabt debat med sine udtalelser om monarkiet.
Radikale Venstres hovedbestyrelse vedtog den 30. august 2008, med 30 stemmer mod 25 stemmer, at Danmark skal omdannes til en republik. Forslaget blev anbefalet af partiets landsformand Søren Bald, næstformand Zenia Stampe og hovedbestyrelsesmedlem Camilla Hersom (formand for Forbrugerrådet). På det radikale landsmøde den 21. september samme år, blev forslaget om en dansk republik forkastet med 168 stemmer mod 160 stemmer.